# Brandon Boggs
Pour les articles homonymes, voir Boggs.
Brandon Kyle Boggs (né le 9 janvier 1983 à Saint-Louis, Missouri, États-Unis) est un joueur de champ extérieur au baseball. Il est présentement sous contrat avec les Braves d'Atlanta de la Ligue majeure de baseball.

## Carrière

### Rangers du Texas
Joueur au Georgia Institute of Technology d'Atlanta, Brandon Boggs est drafté au quatrième tour par les Rangers du Texas en 2004. Il débute en Ligue majeure le 29 avril 2008.
Au cours de sa saison recrue, il apparaît dans 101 rencontres, frappant dans une moyenne au bâton de,226 avec huit coups de circuit et 41 points produits.
Il passe les deux saisons suivantes presque exclusivement en ligue mineure. En 2009, il ne joue que neuf parties pour les Rangers, ne frappant qu'un seul coup sûr en 17 apparitions à la plaque pour une moyenne de ,059. En 2010, il est en uniforme pour les Rangers dans à peine quatre parties.

### Brewers de Milwaukee
Passé aux Brewers de Milwaukee via le marché des agents libres, Boggs dispute 16 matchs avec eux en 2011, frappant deux circuits et produisant deux points.
Le 23 novembre 2011, il signe un contrat des ligues mineures avec les Pirates de Pittsburgh. Il passe l'entière saison 2012 en ligues mineures dans l'organisation des Pirates avant de partager 2013 avec des clubs-écoles des Twins du Minnesota et des Braves d'Atlanta sans remonter au niveau majeur. En mai 2014, il est sous contrat avec les Braves.